# Xã Lincoln, Quận Madison, Arkansas
Xã Lincoln (tiếng Anh: Lincoln Township) là một xã thuộc quận Madison, tiểu bang Arkansas, Hoa Kỳ. Năm 2010, dân số của xã này là 229 người.